# 段氏日玲受虐事件
段氏日玲受虐事件，是一件在臺灣臺中發生於2004年左右的凌虐事件。

## 經過
段氏日玲被劉正祺以「延續香燈」為理由自越南「買」得；但是，她隨即被劉正祺與其「前妻」林麗如以非人道方式對待並持續奴役。後來，段氏日玲遭遺棄工廠區並獲好心人士援救報警；她隨後被送往梧棲區一家醫院接受診療，劉林二人也遭到拘捕偵訊並判以徒刑。
此事在經大眾媒體揭露後廣為流傳，並擴及越南及海外華人大眾媒體。